# 李家如宥
李家 如宥（りのいえ ゆきひろ／じょゆう）は、江戸時代の医師。毛利氏の家臣で、長州藩士（寺社組）。父は李氏朝鮮の出身で毛利氏に仕えた李家元宥。

## 生涯
慶長10年（1605年）、毛利氏家臣の李家元宥の長男として生まれる。父と共に江戸で毛利秀就に仕え、御番手を務めた。なお、如宥が江戸にいたのは9年間である。
当時、長州藩では医師が不足しており、如宥に医術の心得があることを知った秀就は、如宥を御医役とすることを父の元宥に伝えた。これを元宥も断れず了承し、如宥は秀就の命によって名を「閑斎」と号し、秀就の正室・喜佐姫（龍昌院）付きの御奥医者となった。
子の規宥に家督を譲って隠居し、延宝9年（1681年）3月23日、死去。享年77。